# Eric Emanuelsson
Erik Gustaf Alfred Emanuelsson, känd som Emanuel och senare Emanuelo, född 5 augusti 1908 i Stafsinge församling, Hallands län, död 8 december 1990 i Vasa församling, Göteborgs kommun, var en svensk textförfattare och kompositör. I treårsåldern flyttade han med familjen till Varberg. Han är far till Maria Scherer.
Emanuelo var Varbergs ”revykung” under 1940- och 1950-talen med ett flertal uppsättningar på Varbergs Teater, där han själv stod för texter till kupletter och sketcher. Som medlem av Varbergs Kvartettsällskap skrev han 1942 Kabaré Snödrivan, som sannolikt var hans debut som revyförfattare. 
År 1949, när publikintresset var som störst, kunde man notera tre i förväg utsålda hus till revyn "Här fattas inga fel". Helt utan dramatik försiggick inte denna försäljning, då kön utanför dåvarande Lundgrens Bokhandel sträckte sig runt kvarteret och "långt söderut" längs Västra Vallgatan. Tumult hade uppstått och det berättas, att ordningen kunde upprätthållas först sedan den lokala polisen erhållit hjälp från statspolisen i Göteborg. 
Av Emanuelos kompositioner kan nämnas Varbergsvalsen med motiv från fästningen, hamnen och badplatserna. Vid sidan av revyförfattandet svarade han för ett otal texter i förenings- jubileums- och Luciasammanhang. Flera av dem har bevarats av varbergsbon Ronald Johansson, som på sin Ronalds samlarsida  förtjänstfullt dokumenterar så kallad varbergiana.
Eric Emanuelsson är begravd på S:t Jörgens kyrkogård i Varberg.